# Kam Air
Kam Air ist eine afghanische Fluggesellschaft mit Sitz in Kabul und Basis auf dem Flughafen Kabul.

## Geschichte
Die Gesellschaft wurde 2003 gegründet und nahm den nationalen und internationalen Linienflugbetrieb auf.
Kam Air wurde im November 2010 auf die Liste der Betriebsuntersagungen für den Luftraum der Europäischen Union gesetzt. Sie unterliegt daher einem Einflugverbot für Europa.
Am 20. Januar 2018 befanden sich insgesamt 40 Angestellte der Kam Air im Inter-Continental Hotel in Kabul, das an diesem Tag von Terroristen gestürmt wurde. Neun Mitglieder von Flugbesatzungen – sieben aus der Ukraine, zwei aus Venezuela – fielen dem Anschlag zum Opfer, viele weitere Mitarbeiter der Gesellschaft wurden traumatisiert. Im Anschluss reduzierte Kam Air die Anzahl ihrer täglichen Flüge erheblich.
Als Reaktion auf den Zusammenbruch der Regierung nach dem Fall von Kabul im August 2021 flog Kam Air einige ihrer Flugzeuge in den Iran aus, um Beschädigungen der Fluggeräte während der Unruhen am Flughafen Kabuls zu vermeiden.

## Flugziele
Kam Air fliegt von Kabul aus Ziele im Inland und im Nahen Osten an. 2010 gab es eine Verbindung nach Wien, die erste nach Europa. Aufgrund von Sicherheitsmängeln wurde jedoch nach dem Erstflug ein sofortiges Einflugsverbot in die EU verordnet.
Nationale Ziele
- Kabul
- Herat
- Kandahar
- Mazar-i-Sharif
- Khost

Internationale Ziele
- Abu Dhabi (Vereinigte Arabische Emirate)
- Dubai (Vereinigte Arabische Emirate)
- Islamabad (Pakistan)
- Jeddah (Saudi-Arabien)
- Riyadh (Saudi-Arabien)
- Istanbul (Türkei)
- Teheran (Iran)
- Neu-Delhi (Indien)
- Tashkent (Usbekistan)

## Flotte

### Aktuelle Flotte

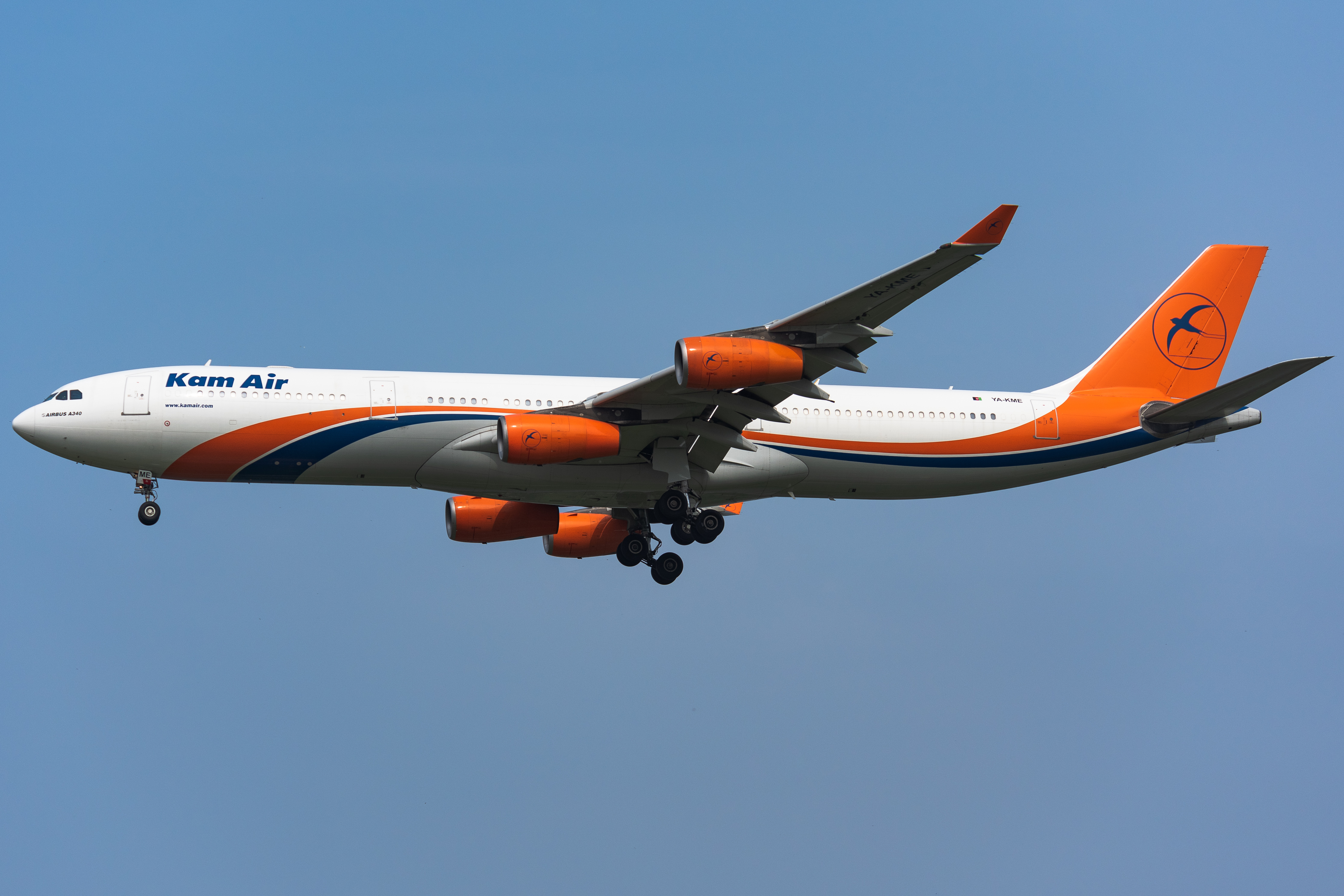
Airbus A340-300 der Kam Air

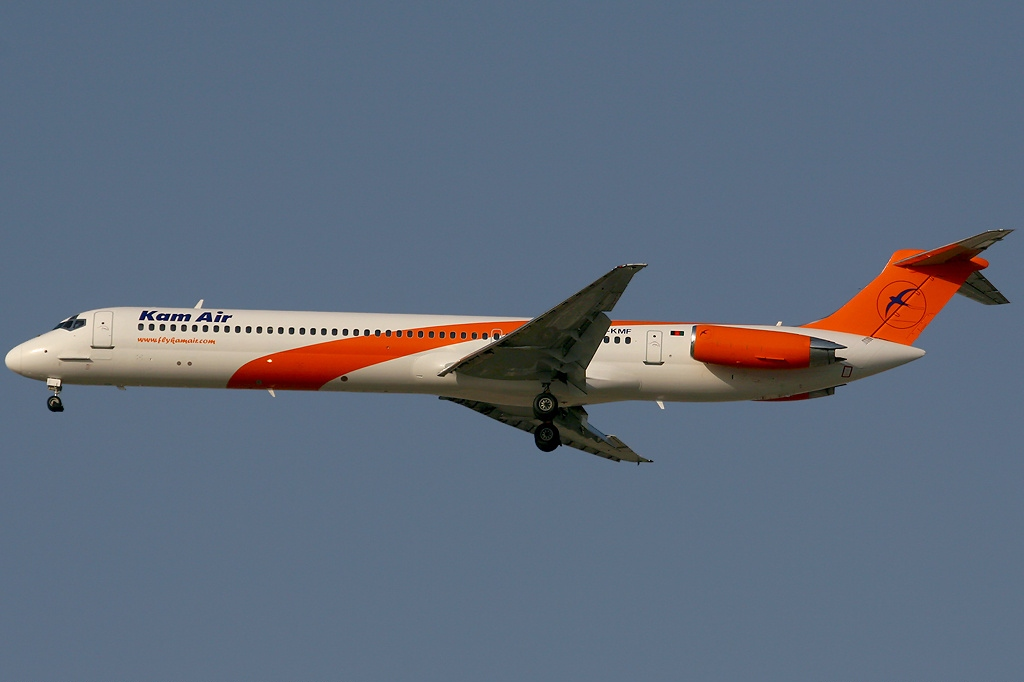
McDonnell Douglas MD-82 der Kam Air

Mit Stand April 2023 besteht die Flotte der Kam Air aus zehn Flugzeugen mit einem Durchschnittsalter von 25,4 Jahren:
| Flugzeugtyp     | Anzahl | bestellt | Anmerkungen                              | Durchschnittsalter (April 2023) |
| --------------- | ------ | -------- | ---------------------------------------- | ------------------------------- |
| Airbus A340-300 | 50     |          | ehemalige Maschinen von Turkish Airlines | 23,0 Jahre                      |
| Boeing 737-300  | 05     |          | mit Winglets ausgestattet; eine inaktiv  | 26,6 Jahre                      |
| Boeing 737-500  | 01     |          | inaktiv                                  | 25,3 Jahre                      |
| Gesamt          | 11     |          |                                          | 25,4 Jahre                      |

### Ehemalige Flugzeugtypen
In der Vergangenheit setzte Kam Air bereits folgende Flugzeugtypen ein:
- Airbus A320-200
- ATR 42-500
- Boeing 737-200/-400/-800
- Boeing 747-200
- Boeing 767-200
- Boeing 767-300ER
- Douglas DC-8
- Fokker F100
- McDonnell Douglas MD-82/-83/-87

## Zwischenfälle
- Am 16. September 2004 kam eine Antonow An-24 bei der Landung in Kabul von der Start- und Landebahn ab, niemand wurde verletzt.[6]
- Am 3. Februar 2005 konnte eine aus Herat kommende Boeing 737-200 der Kam Air, betrieben von der kirgisischen Phoenix Aviation (Luftfahrzeugkennzeichen EX-037), wegen eines Schneesturmes nicht wie geplant in Kabul (Afghanistan) landen. Sie stürzte rund 30 Kilometer östlich in den Bergen ab und wurde erst zwei Tage später gefunden. Alle 105 Insassen kamen ums Leben (siehe auch Kam-Air-Flug 904).[7]